# Bajalica (priimek)
Bajalica je priimek več oseb:
- Dimitrije Bajalica, bosansko-srbski častnik
- Miloš Bajalica, srbski nogometaš